# Corre-La Licorne

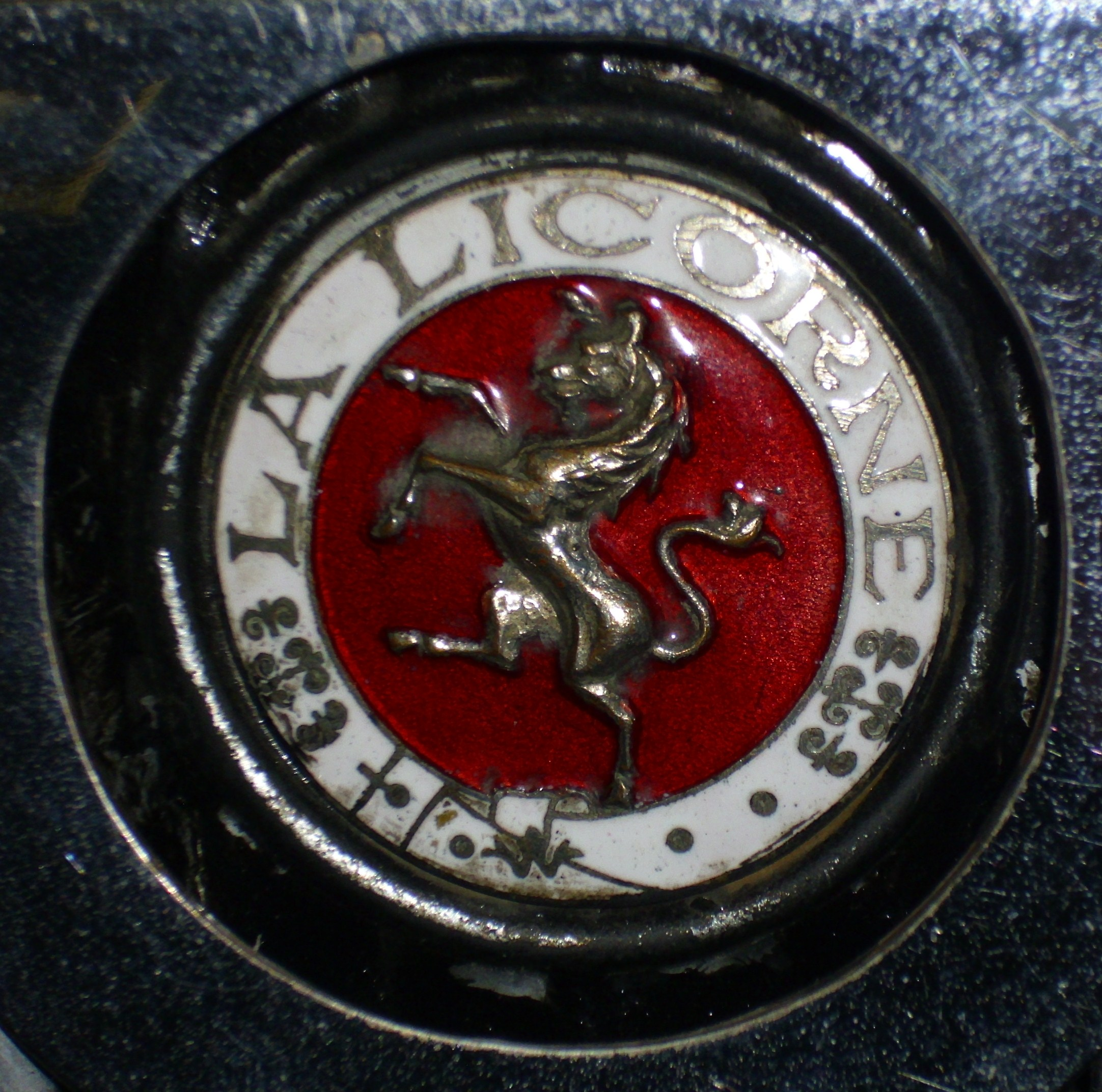
logo Corre-La Licorne

Corre-La Licorne is een historisch Frans automerk.

## Periode Corre
Jean-Marie Corre begon tijdens zijn wielercarrière tussen 1890 en 1893 fietsen te verkopen aan de 27 Avenue de la Grande Armée (Parijs) van het merk Raleigh. Tussen 1894 en 1898 bouwde hij zijn eigen fietsen en verkocht deze in een winkel aan de 259 Boulevard Pereire (Parijs). Hij kwam als eerst met een fiets van aluminium en om die te promoten fietste hij een toer door heel Frankrijk (hier kwam later de Tour de France uit voort). Vanaf 1989 verbeterde hij tricycles van Dion-Bouton en nam daarmee deel aan wedstrijden. In de race Paris-Bordeaux-Paris werd hij eerste. Corre wilde meer snelheid en kwam terecht bij Fouillaron met wie hij een samenwerking aan ging tussen 1998 en 1901 op de 54 Rue de Villiers in Parijs. Daar verkocht hij naast de driewielers ook vierwielers van De Dion-Bouton en Renault waarvan de versnellingsbakken werden omgewisseld voor de met een variabele snaar aangedreven versnellingsbakken van Gustav Fouillaron.
Corre begon zijn eigen auto's te bouwen en gebruikte de vrijgekomen versnellingsbakken. Ook andere autofabrikanten bouwden versnellingsbakken in hun modellen die hetzelfde waren als de Renault-versnellingsbakken. De samenwerking kwam ten einde en Corre kocht een pand aan de 5 rue Danton in Levallois-Perret (Parijs). Onder de naam "Société Française des Automobiles Corre" bouwde hij zijn eigen auto's met versnellingsbakken van Renault. Renault vond dat hij de uitvinder was van de directe-aandrijvingsmogelijkheid in zijn versnellingsbak en kreeg daar patent op. Hierdoor moesten de autofabrikanten geld gaan betalen aan Renault voor het gebruik.
Corre wilde dat niet, omdat hij van mening was dat dit systeem al eerder bestond en dat daar onterecht een patent op was afgegeven. Renault echter beschuldigde Corre van plagiaat en begon een rechtszaak. Om te bewijzen dat het systeem al eerder was bedacht, werd een onderzoek gestart. Ondertussen kon Corre gewoon doorbouwen. Corre had al snel meer ruimte nodig en verhuisde in 1904 naar de 37 Rue de Villiers in Neuilly-sur-Seine. Helaas bleek dat de bronzen versnellingsbakken al versmolten waren, zodat er geen bewijs meer was. In 1906 werd Renault dan ook in het gelijk gesteld en moest Corre over al die jaren alsnog betalen, plus de proceskosten. Dit was te veel voor Corre, waardoor hij een geldschieter nodig had. Zijn in dienst zijnde ingenieur Waldemar Lestienne had een zeer rijke vader, die in de katoenhandel zat. Firmin Narcisse Lestienne kocht de fabriek en meteen werd de naam veranderd in 'Corre La Licorne'.

## Periode Lestienne
Firmin Narcisse Lestienne werd zo op 15 februari 1907 eigenaar. Waldemar Lestienne wisselde de motorkap van de racewagen, uit 1906, van Corre om voor een nieuw exemplaar. De radiateur werd voorin de wagen geplaatst en kreeg eenmalig het logo met een steigerende eenhoorn met de tekst: 'Cie Fse Automobiles Corre Neuilly s/Seine'. Alle andere nieuwe modellen kregen als tekst: 'La Licorne'. Waldemar werd door Firmin aangesteld als technisch directeur van de constructieafdeling. De typeplaatjes kregen de naam Corre-La Licorne. La Licorne betekent Eenhoorn en bevond zich in het familiewapen van Lestienne.
Corre verliet de firma en bouwde nog enkele jaren onder de naam "Corre & Cie". op de 204-206 Avenue de Paris-Rueil stationaire motoren, fietsen en kleine auto's met vier cilinders van 8, 10 en 12 pk. Echter zonder succes. In 1914 opende Corre in Guingamp een winkel om stationaire motoren te verkopen. In 1915 kreeg Corre longontsteking en stierf daaraan in het ziekenhuis.
De gebroeders Lestienne (Waldemar en Robert) en de coureurs Collomb en Doré behaalden enige overwinningen, onder andere op het circuit van Le Mans en Monte Carlo. Maar het bleef niet bij racewagens en om mee te doen met de concurrentie bouwde de firma van Lestienne verschillende typen personenauto's onder de naam La Licorne. De naam Corre werd sindsdien tussen aanhalingstekens gepubliceerd in de media. Compagnie Française des Automobiles "Corre" La Licorne. In november 1925 werd een tweede fabriek geopend aan de rue Mathilde (nu: Adolphe Lalyre) in de wijk 'Courbevoie' met alleen de naam La Licorne.
Vanaf 1927 plaatste men zelfontwikkelde motoren (La Licorne) in plaats van de voorheen ingebouwde Ballot-, Aster-, S.C.A.P.- en Chapuis-Dornier-motoren.

## Samenwerking met Citroën
In 1936 werd het besluit genomen om Citroën het nieuwe model Rivoli van een carrosserie te laten voorzien, een heel opmerkelijke beslissing daar tot dan toe de La Licornes altijd voorzien waren van traditionele koetsen (cocques) geproduceerd door grote namen als Kelsh, Duval, Antem en Sical De samenwerking bleef bestaan en dit resulteerde in 1938 in de Coach 6/8CV die te leveren was met de 1,1 liter-motor en vierversnellingsbak van La Licorne of de 1,6 liter-motor van Citroën. Lestienne overwoog vervolgens om hun nieuwe 11CV A194 te voorzien van de 1,9 liter-motor van de Traction Avant, maar dit kwam niet verder dan een prototype.

## Het einde
Op het moment dat het merk ca. 25.000 auto's verkocht had, gooide de Tweede Wereldoorlog roet in het eten. Citroën kon geen motoren meer leveren en verbrak de samenwerking om zelf te kunnen overleven. De fabriek zag zich dan ook genoodzaakt om in 1941 een samenwerking aan te gaan met Mildé Kriéger die gespecialiseerd was in elektrische auto's. De LR164 modellen werden omgebouwd tot elektrische auto's met 48 Tudor-accu's. Ettore Bugatti (vertrokken uit Duitsland) kocht de meerderheid van aandelen en bouwde in de La Licornefabriek in Courbevoie Bugatti motoren en een nieuw model Bugatti tot het eind van de oorlog. De panden waren inmiddels opgekocht door een gasleverancier. Op 30 december 1943 werd de fabriek getroffen door een bombardement en een dertiental medewerkers kwam hierbij om het leven, waaronder de zoon van de directeur Gilbert Baudot. Na de oorlog zag de Licornefabriek zich genoodzaakt hun oude vooroorlogse motoren weer te plaatsen. Dit werd echter door het publiek niet meer gewaardeerd en hun laatste model de 'LSL 424 cabriolet', dat in 1948 op de autosalon te Parijs werd tentoongesteld, kwam dan ook niet meer in productie.
Als laatste strohalm werd nog gewerkt op de tekentafel door Antem aan een model voorzien van een Bugatti-motor, maar hiervan werd geen prototype meer gemaakt.
Er rolden in 1949 weliswaar nog enkele auto's de fabriek uit, maar toch werd La Licorne failliet verklaard. De grote merken kregen geld van de overheid "Plan Pons" om hun doorstart te kunnen maken maar de kleine merken werden niet gesteund. De fabriek in Courbevoie werd door de gasleverancier verkocht aan Renault. Deze is vandaag de dag nog in het bezit van Renault en staat op de monumentenlijst. Fabriekschef Louis Luinand startte nadien zijn eigen garagebedrijf op aan de 1 Quai du Maréchal Joffre en veranderde de grille van enkele overgebleven onafgebouwde oude types La licorne-automobielen.
De kleinzoon van Waldemar Lestienne, Waldemar junior, is voorzitter van de Franse club "Les Amis de La Licorne". Deze club bewaart de overgebleven documentatie van de fabriek.
In Nederland is ook een club van dit automerk actief. De "La Licorne oldtimer vriendenclub".

## Aantallen
Gefabriceerd:
- Corre, 1901-1907: 1.100 auto's.
- La Licorne, 1907-1949: 32.000 auto's.

In Frankrijk zijn nog zo'n 33 rijdende exemplaren van de 269 nog aanwezige Licorne automobielen. In Nederland zijn totaal 38 exemplaren bekend bij de Nederlandse club La Licorne vriendenclub Nederland. Hiervan zijn er nog 14 "rijdend ".